# Église Saint-Jean-Baptiste de Castelnau-le-Lez
L'église Saint-Jean-Baptiste de Castelnau-le-Lez est une église romane fortifiée située à Castelnau-le-Lez dans le département français de l'Hérault en région Occitanie.
Elle porta dans le passé le vocable de sainte Marie ou de Notre-Dame de Castelnau.

## Localisation
L'église se situe dans le cœur historique de Castelnau-le-Lez, dans la périphérie nord-est de Montpellier.
Elle se dresse à quelques dizaines de mètres du petit fleuve côtier qui traverse la commune, le Lez, non loin de la place de la Liberté et de la rue Albert-Thomas.

## Historique
L'église a été construite à la fin du XIIe siècle sur les hauteurs du village médiéval qui avait succédé à la cité romaine de Sextantio (ou Substantion), la « sixième station relais depuis les Pyrénées sur la via Domitia ». Elle était un prieuré dépendant du chapitre de Maguelone.
L'édifice a été fortifié lors d'une période de troubles au XIVe siècle, époque où les murs ont été rehaussés et dotés de mâchicoulis. C'est à cette époque que le clocher actuel a été construit. Il est aujourd'hui surmonté d'un campanile en fer forgé.
Postérieurement, deux chapelles latérales et une sacristie ont été rajoutées contre le flanc nord de l'édifice.
L'église fait l'objet d'un classement au titre des monuments historiques depuis le 13 juillet 1911.

## Architecture

### Maçonneries
L'église, couverte de tuiles, est édifiée en pierre de taille assemblée en « appareil alterné de Montpellier » ou « opus monspeliensis », dont elle constitue un des plus beaux exemples. Cet « opus monspeliensis » se retrouve même sur le soubassement du chevet et des façades.

### Chevet
À l'est, l'église présente un remarquable chevet fortifié. Ce chevet est composé d'une abside semi-circulaire unique, dotée d'un double soubassement d'une hauteur inhabituelle due à la pente du terrain et percée au ras du soubassement d'une fenêtre axiale cintrée à double ébrasement flanquée de colonnettes surmontées de chapiteaux cubiques. 
La partie romane de l'abside se termine par une belle arcature dont chaque arc est taillé dans un seul bloc de pierre.
L'abside romane est surmontée de la partie fortifiée édifiée au XIVe siècle et dotée de « mâchicoulis sur consoles », dont on n'a conservé que les consoles. On notera que cette partie supérieure de l'abside passe d'un plan semi-circulaire à un plan pentagonal, la transition se faisant discrètement trois assises au-dessus des arcades. A contrario, on soulignera le fait que les maçons du XIVe siècle ont continué d'utiliser l'appareil alterné qui caractérise la partie romane de l'abside.

### Façade méridionale

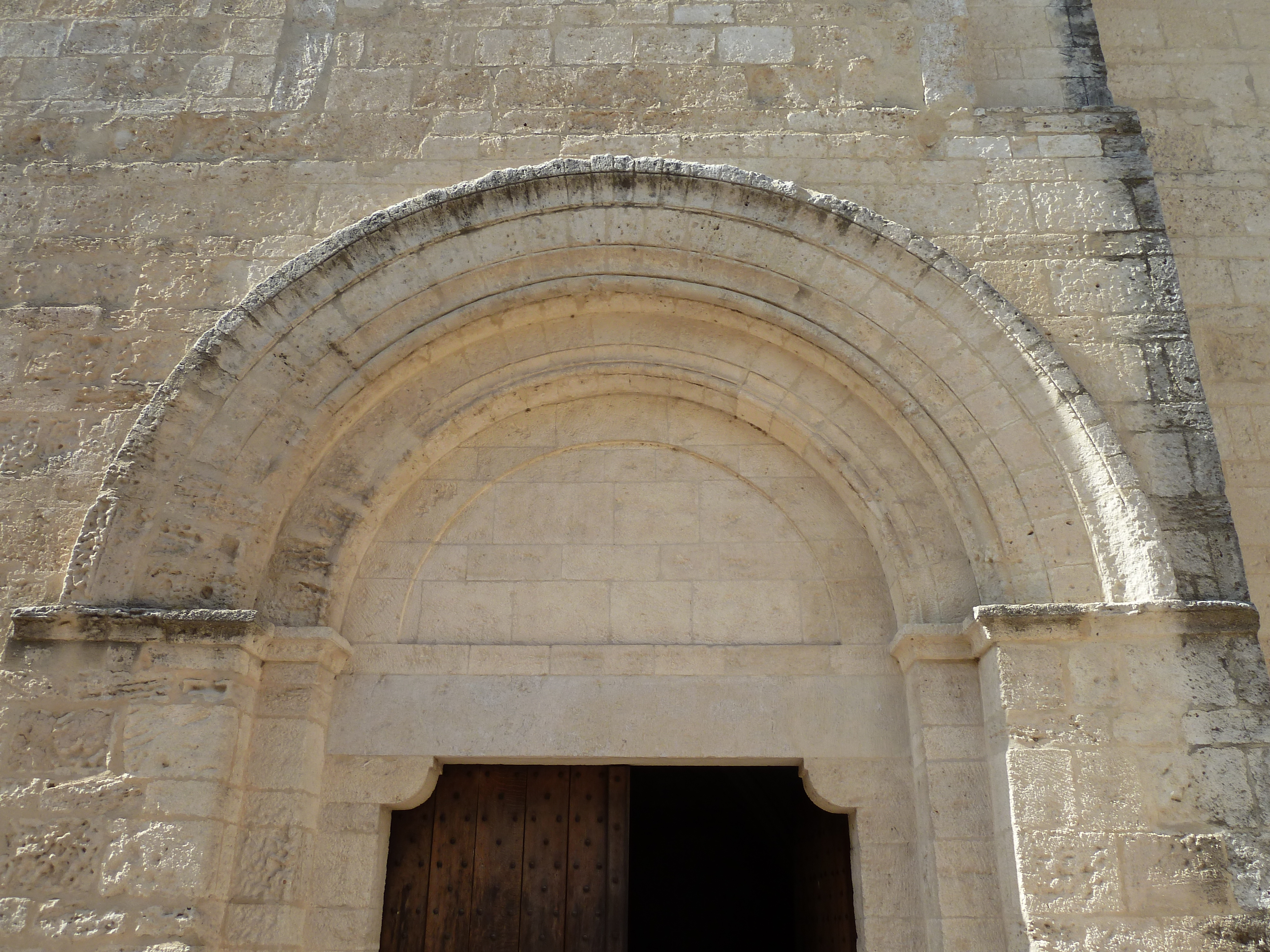
L'archivolte du portail.

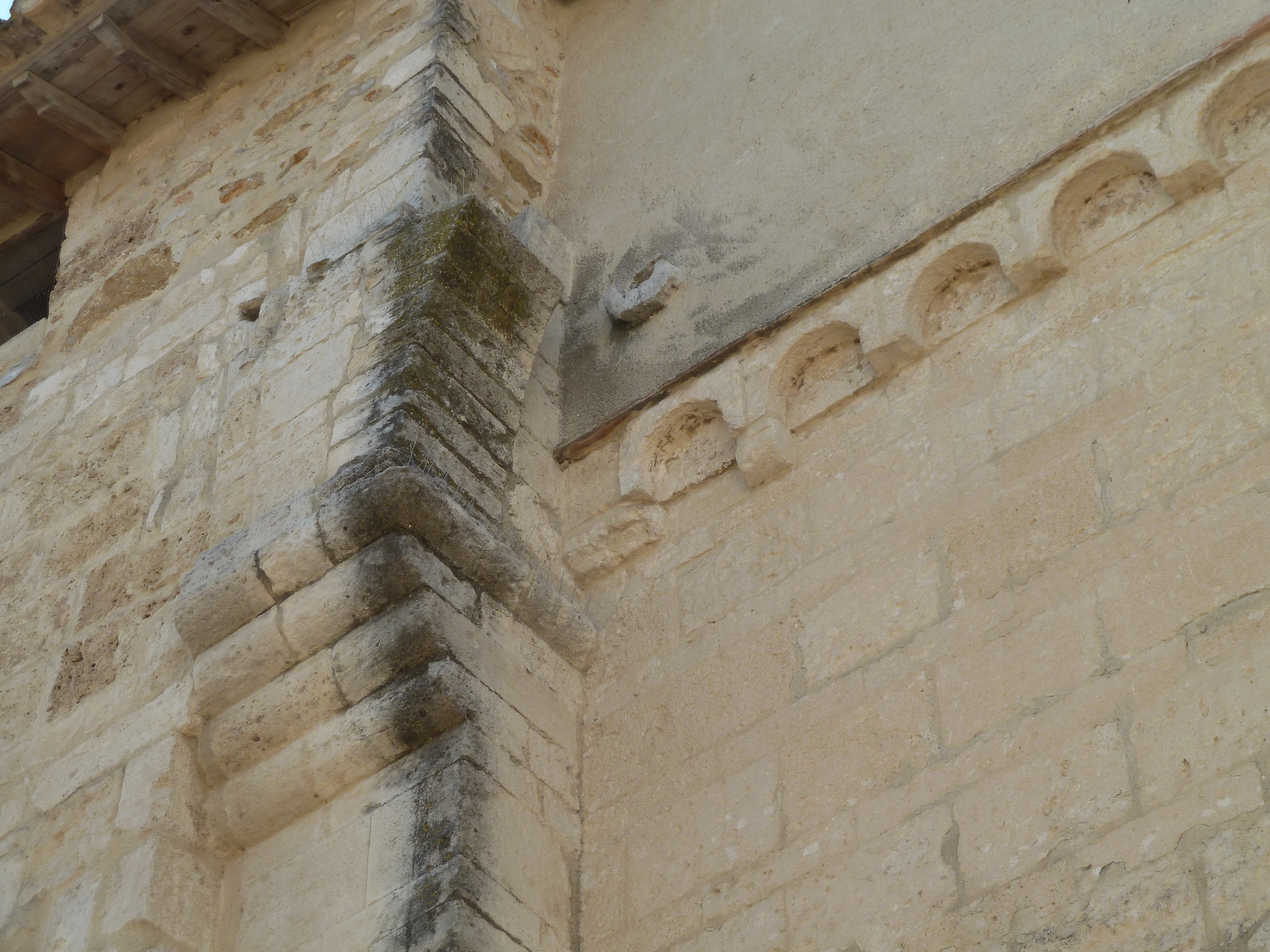
Le point de départ d'un des arcs qui supportaient les mâchicoulis.

La façade méridionale compte quatre travées, dont la travée d'entrée qui est en saillie.
Cette façade, rythmée par quatre hauts contreforts, présente le même soubassement, les mêmes arcades et la même maçonnerie en appareil alterné que le chevet, sauf dans sa partie haute qui est complètement lisse mais était probablement dotée jadis de « mâchicoulis sur contreforts » ou « mâchicoulis sur arcs » : on distingue encore le point de départ d'un de ces arcs au sommet des deux contreforts les plus extrêmes.
La travée d'entrée, qui forme avant-corps, est percée d'un portail en plein cintre à archivolte moulurée dont le puissant linteau supporte un tympan qui continue le motif d'opus monspeliensis qui caractérise l'ensemble de l'édifice et se répète même sur les piédroits du portail.
Chacune des autres travées est percée d'une fenêtre cintrée à double ébrasement, dont une plus fine que les autres et située plus bas, au ras du soubassement.
|  |  |

### Façade occidentale

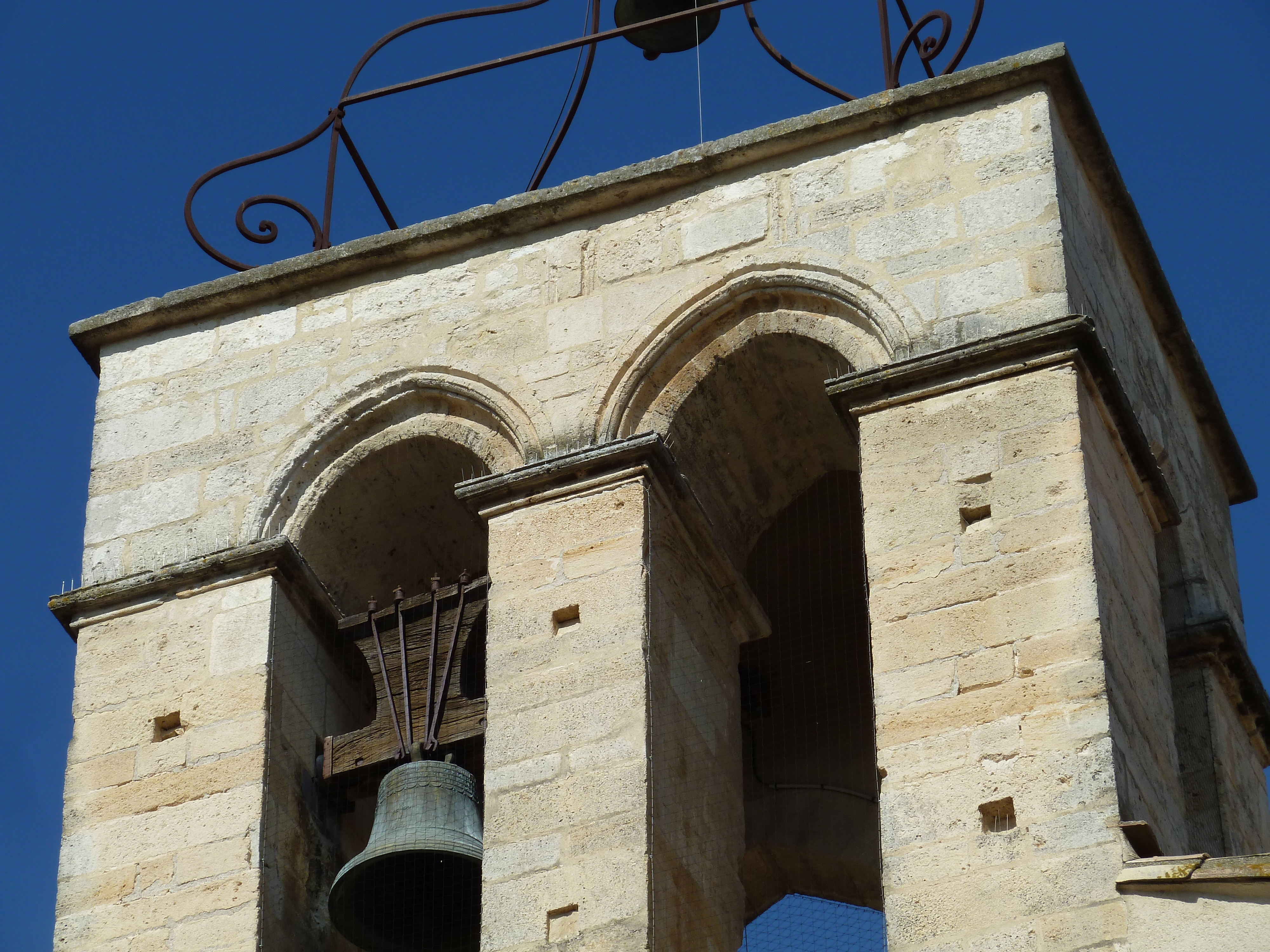
Les arcs du clocher.

La façade occidentale est percée au rez-de-chaussée d'une haute arcade aveugle flanquée d'impostes et surmontée, dans l'axe, par une fenêtre à double ébrasement. La partie haute de la façade, qui conserve des traces d'arcatures romanes, porte un puissant clocher rectangulaire percé de hautes baies campanaires et surmonté d'un campanile en fer forgé.
|  |  |  |

### Architecture intérieure
L'intérieur de l'église est constitué d'une nef unique de quatre travées couvertes d'une voûte en berceau brisé, terminée par une abside voûtée en cul-de-four. Les deux chapelles latérales, au nord, sont voûtées d'arêtes.
Les murs de la nef, rythmés par de grands arcs de décharge, sont édifiés en appareil alterné (opus monspeliensis) comme l'extérieur de l'église.
La première travée de la nef, au niveau du portail, est coupée en deux niveaux par une tribune construite au XIIIe siècle, reposant sur une voûte en croisée d'ogives.
|  |  |